# Liste der Stolpersteine in Magdeburg-Fermersleben
Die Liste der Stolpersteine in Magdeburg-Fermersleben enthält die Stolpersteine im Magdeburger Stadtteil Fermersleben, die an das Schicksal der Menschen erinnern, die im Nationalsozialismus ermordet, deportiert, vertrieben oder in den Suizid getrieben wurden. Sie ist nach Nachnamen sortiert und listet Namen, Standorte. Die Tabelle erfasst insgesamt 2 Stolpersteine und ist teilweise sortierbar; die Grundsortierung erfolgt alphabetisch nach dem Familiennamen.
| Bild                 | Inschrift | Name                 | Ort                         | Verlegedatum  | Anmerkungen                                    |
| -------------------- | --- | -------------------- | --------------------------- | ------------- | ---------------------------------------------- |
| Deutsch, Leopold     | HIER WOHNTE LEOPOLD DEUTSCH JG. 1875 VERHAFTET 1942 ARBEITSERZIEHUNGSLAGER HALLENDORF-WATENSTEDT ERMORDET 12.5.1943                                 | Deutsch, Leopold     | Faberstraße 12 (Karte)      | 12. Sep. 2017 | Biografie: Deutsch_Leopold.PDF (PDF; 466,2 kB) |
| Gast, Alma geb. Sieg | HIER WOHNTE ALMA GAST GEB. SIEG JG. 1894 ZEUGIN JEHOVAS VERHAFTET 1938 GEFÄNGNIS COTTBUS 1939 GEFÄNGNIS LEIPZIG 1939 RAVENSBRÜCK ERMORDET JULI 1942 | Gast, Alma geb. Sieg | Mühlinger Straße 10 (Karte) | 25. Okt. 2013 | Biografie: Gast_Alma.PDF (PDF; 194,2 kB)       |